# Chelsea Bridge

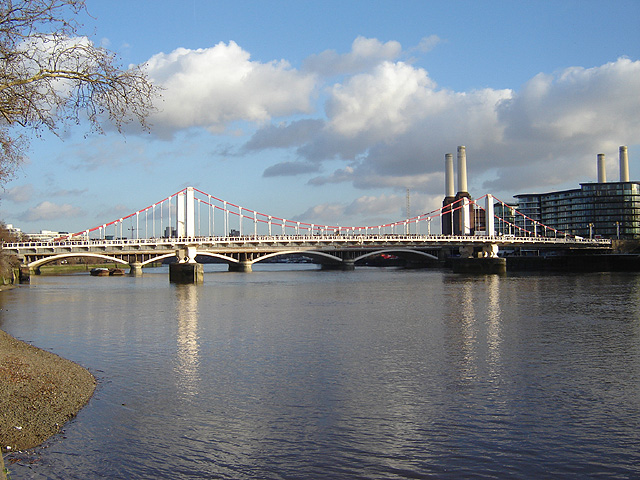
Chelsea Bridge dalla riva nord. Grosvenor Bridge sullo sfondo. (gennaio 2006)

Chelsea Bridge è un ponte sospeso per mezzi motorizzati e pedoni, sul fiume Tamigi a Londra.

## Storia
Il primo ponte costruito su questo sito, il Victoria Bridge, era un ponte sospeso di ferro lungo 233 metri e con una campata centrale di 117 metri, inaugurato nel 1858. Esso fu un ponte a pedaggio fino al 1879.

## Ponte attuale
Il ponte attuale venne progettato da G. Topham Forest e E.P. Wheeler, ed entrò in servizio il 6 maggio 1937.
Sulla riva nord del Tamigi incontra i confini dei quartieri di Pimlico(Londra) e Westminster ad est e Chelsea ad ovest. Sulla riva sud vi è Nine Elms ad est e Battersea ad ovest. La Battersea Power Station è immediatamente a sud est del ponte ed il Battersea Park a sud ovest.